# Heragu, Hassan
Heragu là một làng thuộc tehsil Hassan, huyện Hassan, bang Karnataka, Ấn Độ.